# Anax pugnax
Anax pugnax är en trollsländeart som beskrevs av Maurits Anne Lieftinck 1942. Anax pugnax ingår i släktet Anax och familjen mosaiktrollsländor. Inga underarter finns listade i Catalogue of Life.